# Cantó de Maruèis
El cantó de Maruèis (en francès canton de Meyrueis) és un dels cantons del departament del Losera al districte de Florac. El cap és el municipi de Maruèis i té sis municipis en total:

## Composició
- Fraissinet de Forcas
- Gatusièiras
- Ura e la Parada
- Maruèis
- Lo Rosièr
- Sant Pèire d'Estripians